# قهوه کردی

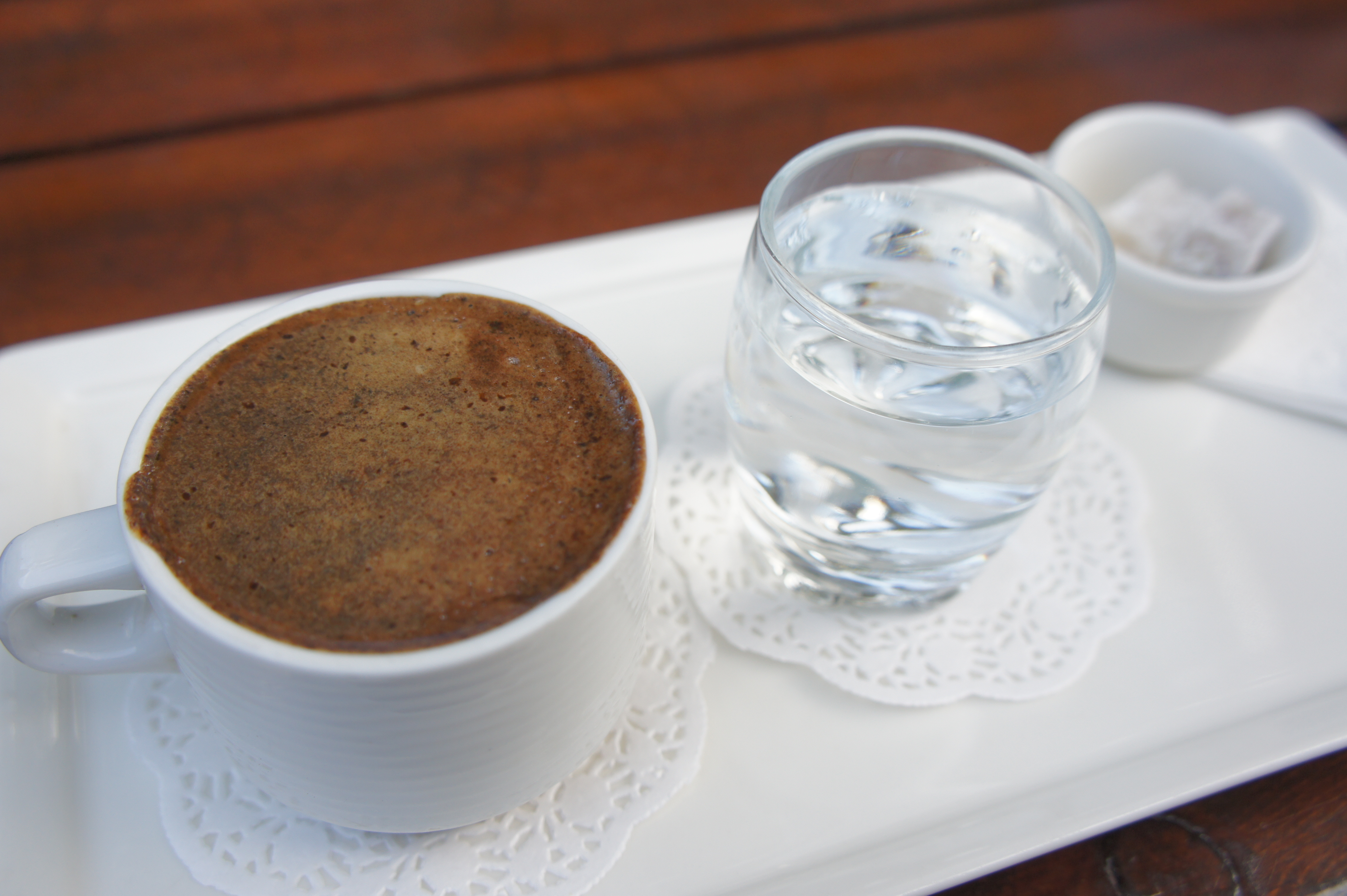
نوشیدنی قهوه مانندهای ساخته شده از میوه برشته درخت بنه

قهوه کُردی یک نوشیدنی سنتی گرم در آشپزی کٌردی است. این قهوه از میوه‌های درخت بنه برشته شده روی زمین تهیه می‌شود و به صورت طبیعی فاقد کافئین است. این نوشیدنی به ویژه در بخش‌هایی از جنوب شرقی آناتولی محبوب است.
قهوه کردی در سال‌های ۱۸۵۰ تا ۱۹۳۰ در فرانسه تولید می‌شد.